# دوبنو (استان پودلاسکی)
دوبنو (به لهستانی:  Dubno) یک روستا در لهستان است که در گمینا بوتشکی واقع شده‌است.